# Inka Gossmann-Reetz

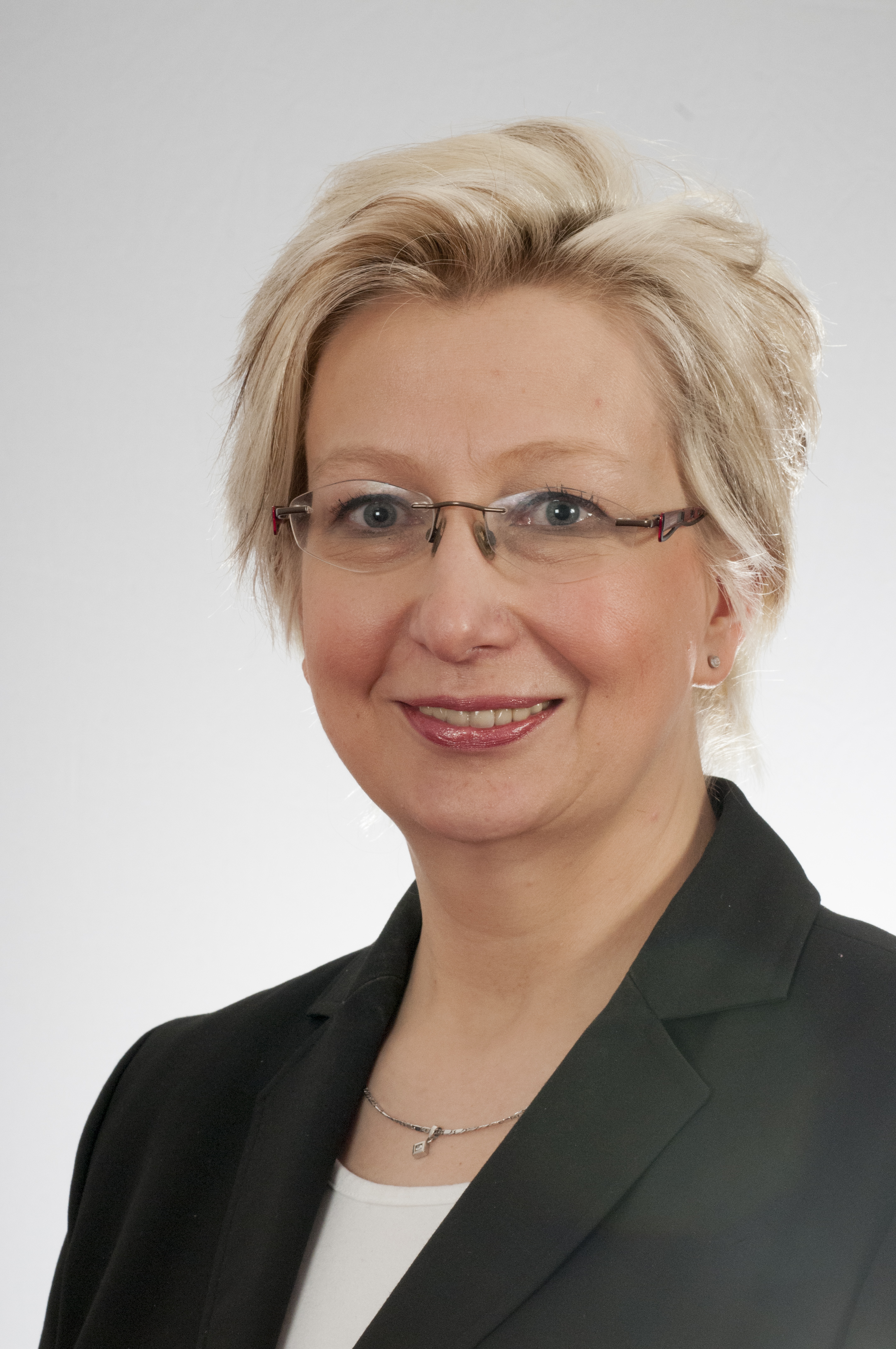
Inka Gossmann-Reetz, 2016

Inka Gossmann-Reetz (* 13. März 1969 in Berlin) ist eine deutsche Politikerin (SPD). Sie war von 2014 bis 2023 Abgeordnete im Landtag Brandenburg. Seit 2023 ist sie Beauftragte für Polizeiangelegenheiten des Landes Brandenburg.

## Leben
Inka Gossmann-Reetz absolvierte nach dem Abitur eine Ausbildung zur Krankenschwester, an die sich verschiedene Weiterbildungen im Gesundheitsmanagement, unter anderem zur Hygienebeauftragten und zur Pflegedienstleitung, anschlossen. Sie lebt in Hohen Neuendorf. Sie ist Mutter dreier Kinder, darunter die Schauspielerin Helena Reetz.

## Politik
Gossmann-Reetz ist seit 2004 Mitglied der SPD. Seit 2010 ist sie Vorsitzende des SPD-Ortsvereins Hohen Neuendorf.
Sie ist seit 2008 Mitglied der Stadtverordnetenversammlung Hohen Neuendorf und war von 2008 bis 2015 Vorsitzende der SPD-Fraktion in der SVV. Von 2014 bis 2016 war sie Mitglied im Kreistag Oberhavel. Sie wurde vom Kreistag Oberhavel zum Mitglied des Polizeibeirats berufen und war dessen Vorsitzende.
Bei den Landtagswahlen in Brandenburg 2014 und 2019 errang sie jeweils das Direktmandat im Landtagswahlkreis Oberhavel II.
Gossmann-Reetz war stellvertretende Fraktionsvorsitzende der SPD-Fraktion im Landtag Brandenburg und gehört dem Innenausschuss, dem Untersuchungsausschuss zur „Organisierten rechtsextremen Gewalt und Behördenhandeln, vor allem zum Komplex Nationalsozialistischer Untergrund (NSU)“ und der Parlamentarischen Kontrollkommission des Landtages an. Sie leitet den Arbeitskreis I der SPD-Fraktion, ist die Obfrau der SPD-Fraktion im Untersuchungsausschuss und Vorsitzende der Parlamentarischen Kontrollkommission. Am 22. Februar 2023 wurde sie vom Landtag zur ersten Polizeibeauftragten Brandenburgs gewählt und am 22. März 2023 ernannt und vereidigt. Im Zuge dessen legte sie am 21. März 2023 ihr Landtagsmandat nieder. Für sie rückte Hanka Mittelstädt in den Landtag nach.
Gossmann-Reetz ist Mitglied bei Verdi, dem Deutschen Berufsverband für Pflegeberufe (DBfK) e.V, und im Förderverein Freiwillige Feuerwehr Hohen Neuendorf.